# Hermann Sinsheimer
Hermann Sinsheimer (né le 6 mars 1883 à Freinsheim et mort le 29 août 1950 à Londres) est un avocat allemand qui s'est fait connaître comme journaliste, critique de théâtre et écrivain . Freinsheim, sa ville natale, lui dédie à titre posthume le prix Hermann-Sinsheimer (de) et la plaque Hermann-Sinsheimer (de).

## Famille
Sinsheimer est issu d'une famille qui, du côté de son père, remonte à la ville de Sinsheim dans le Kraichgau, dans le nord du Bade. Ses parents Samuel (mort en 1928) et Fanny Sinsheimer (morte le 8 février 1885) vivent initialement à Mannheim . En 1874, ils s'installent dans le Palatinat antérieur pour s'installer à Freinsheim, alors commune villageoise située à 20 kilomètres à l'ouest de Mannheim, d'où est originaire sa mère.
Hermann Sinsheimer était le plus jeune enfant du premier mariage de son père ; ses frères et sœurs étaient Ludwig (1873-1942), Karl (1875-1953), Eugénie Ida (née le 12 octobre 1879 et morte le 24 septembre 1942 dans le camp de concentration de Theresienstadt) et August (1880-1911). Peu avant le deuxième anniversaire d'Hermann Sinsheimer, sa mère décède. Son père a encore une fille, Emma (1888-1963), avec sa deuxième femme Mina Reuter (morte en 1917)
La première épouse d'Hermann Sinsheimer s'appelle Anna née Kessler. Le mariage est conclu en 1930 mais il divorce en 1941. Sa deuxième épouse, qu'il épouse en 1947, est la britannique Christobel Fowler (1897-1990).

## Biographie

### Formation
Hermann Sinsheimer étudie à l'école latine de Bad Dürkheim et passe son Abitur dans ce qui est alors le lycée humaniste (de) de Neustadt an der Haardt. Après son service militaire à Munich, pour lequel il est mobilisé en 1902, il étudie, comme son frère Ludwig, le droit à Wurtzbourg, Berlin et Vienne. En 1910, il s'installe à Ludwigshafen comme avocat et exerce cette profession jusqu'en 1914.

### Journaliste et écrivain
Puisque, selon ses propres mots la profession juridique « n'attire que peu ou pas du tout pour l'instant », Sinsheimer devient critique de théâtre au Neue Badische Landeszeitung (de) de Mannheim. En 1916, il s'installe à Munich et dirige pendant deux ans le Théâtre de chambre de Munich ; Il écrit ensuite des critiques théâtrales et littéraires pour le Münchner Neueste Nachrichten (de). Le 21 juillet 1924, son nom apparaît pour la première fois dans la revue satirique Simplicissimus (« Editorial Hermann Sinsheimer »). Le 1er juillet 1929, son nom y apparaît pour la dernière fois, car Sinsheimer s'est brouillé avec la rédaction.
À partir de 1930, Sinsheimer travaille à Berlin au Berliner Tageblatt en tant que rédacteur, principalement au supplément ULK. En mai 1932, Theodor Wolff l'envoie pour une courte période à Vienne comme correspondant à l'étranger. Après l'évasion d'Alfred Kerr le 14 février 1933, Sinsheimer lui succède. Mais seulement pour une très courte période, car le 1er janvier 1934, la « Loi sur les rédacteurs » entre en vigueur, interdisant aux rédacteurs juifs de travailler comme rédacteurs ; Ils ne sont également plus autorisés à aller au théâtre. Sinsheimer écrit ensuite pour des journaux juifs à Berlin. En 1938, il part en Palestine pour deux mois.
Des années plus tard, il résume son parcours ainsi : « Je suis entré dans le pays en tant que sioniste et je l'ai quitté... en tant que citoyen de Sion. Mon âge avancé m’interdit de m’y installer. Après un court séjour en Allemagne, il arrive le 6 juin 1938 à Londres.
Alors que Sinsheimer y travaille pour une maison d'édition, il rencontre sa seconde épouse Christobel, qui s'occupe plus tard de son patrimoine littéraire. En 1948, il devient citoyen britannique . Dans son œuvre la plus célèbre, l'autobiographie Gelebt im Paradies. Erinnerungen und Begegnungen, il décrit son parcours du village du Palatinat à la ville, de l'école au travail, ainsi que des chiffres et des expériences de sa vie. Il ne revoit jamais sa ville natale de Freinsheim, bien qu'il se soit rendu à plusieurs reprises en Allemagne après la Seconde Guerre mondiale
Dès 1953, une version abrégée de l'autobiographie, éditée par le propagandiste nazi Gerhard N. Pallmann et politiquement modifiée en faveur du Troisième Reich, et publiée sous le titre Gelebt im Paradies. Ce n'est qu'en 2013 que le texte complet, tenant compte des manuscrits originaux, est publié comme premier volume d'une nouvelle édition en trois volumes de l'ouvrage
Le roman de Sinsheimer, Die drei Kinder, remporte le prix de l'Association des femmes en hommage aux poètes allemands en 1917.

## Hommages

### Freinsheim
En l'honneur de Sinsheimer, la ville de Freinsheim décerne des prix depuis 1983, l'année du centenaire de sa naissance, le prix Hermann-Sinsheimer (de) pour la littérature et le journalisme les années impaires. À l'occasion du 50e anniversaire de sa mort, la ville créé également en 2000 la plaquette Hermann Sinsheimer pour services rendus à la littérature palatine ; la plaquette est décernée les années paires. La maison natale du poète, située au numéro 6 de la Haintorstraße et portant une plaque commémorative est présentée lors des visites de la ville sous le nom de Maison Hermann-Sinsheimer, l'école primaire porte également le nom de Sinsheimer

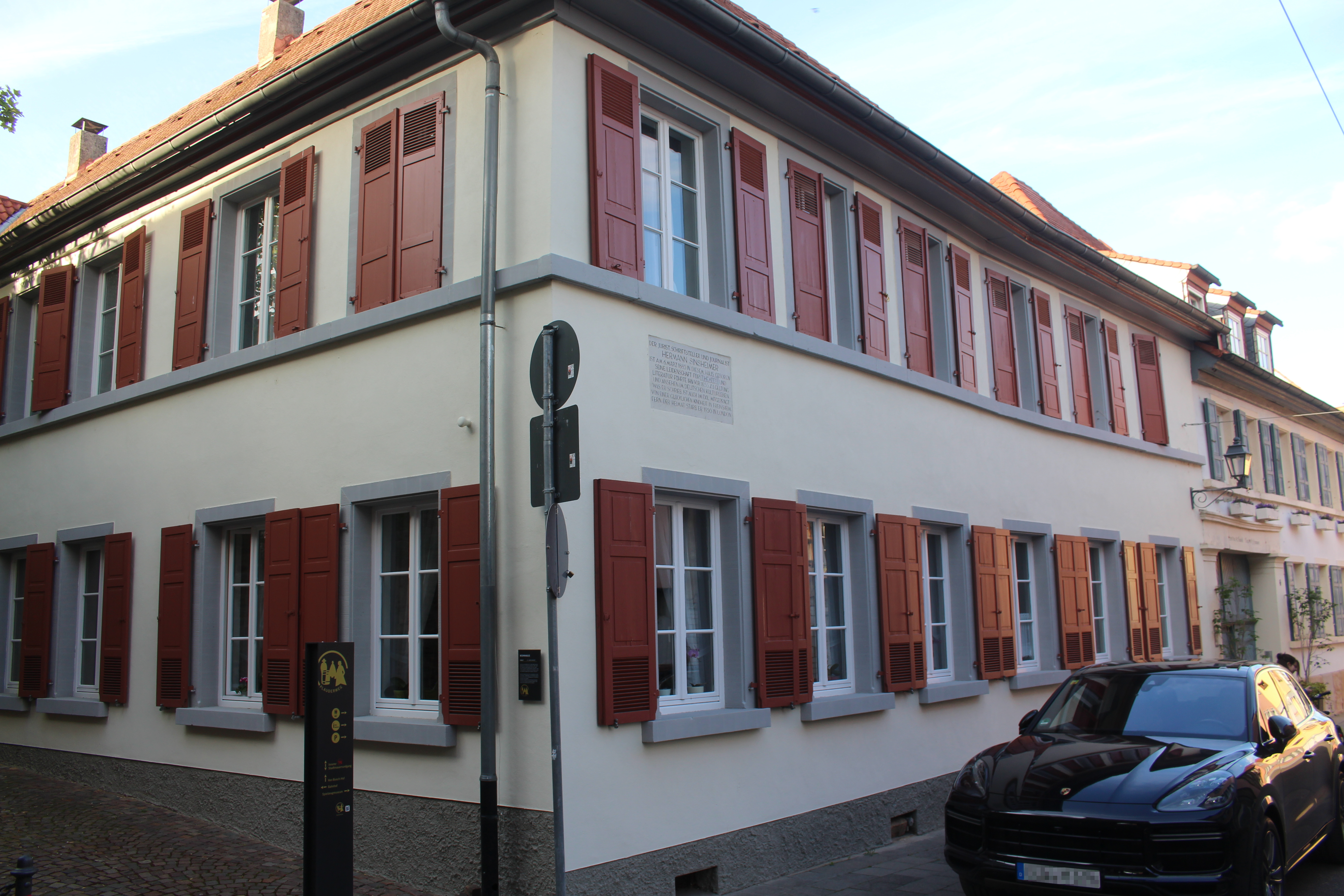
Lieu de naissance, Haintorstraße 6 à Freinsheim
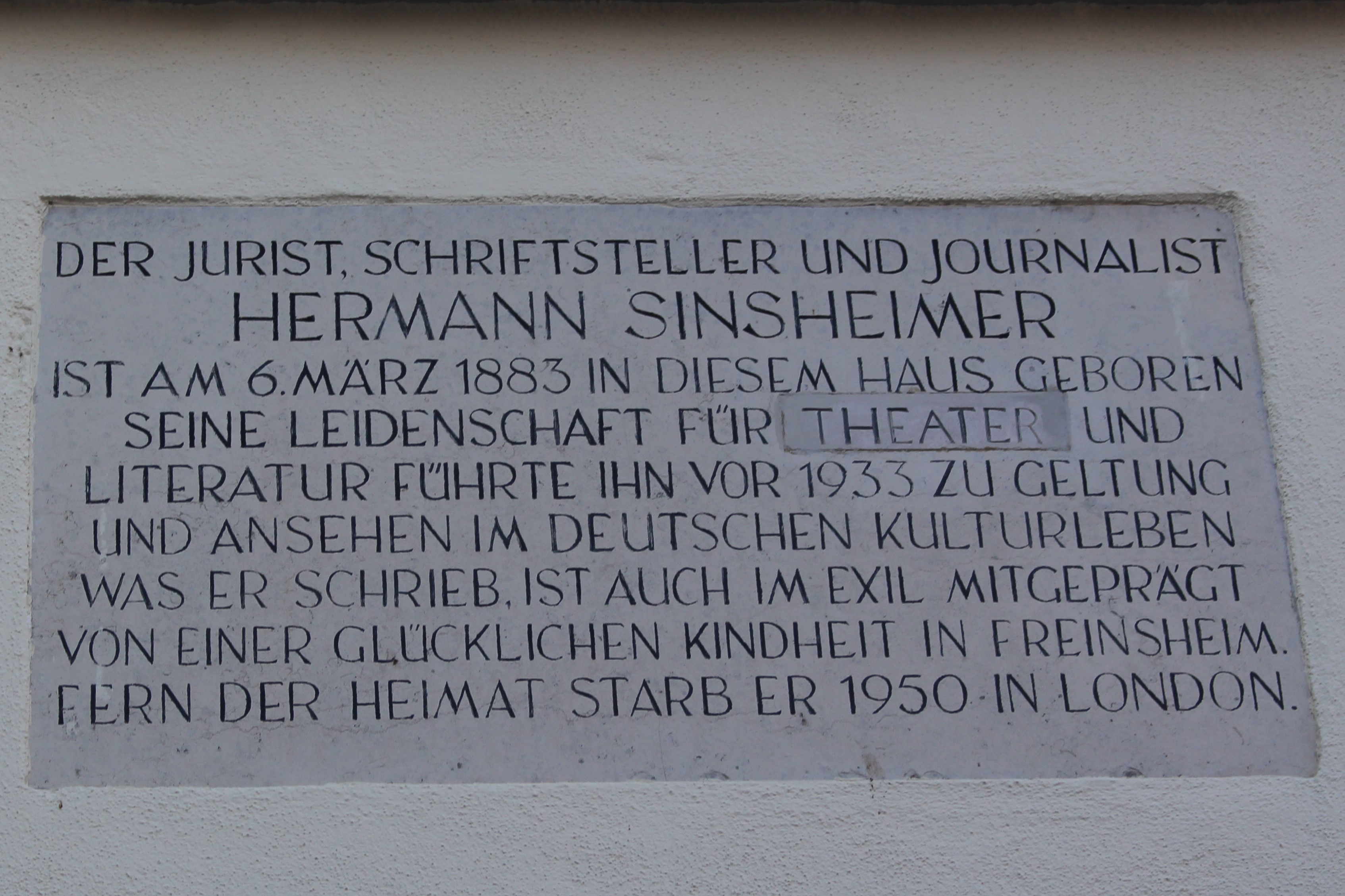
Plaque commémorative sur Hermann Sinsheimer à la maison natale

### Ludwigshafen
Dans l'ancien cabinet d'avocats Sinsheimer à Ludwigshafen, Ludwigstr. 51, il y a une plaque commémorative ; Il est à noter que Sinsheimer a travaillé ici de 1910 à 1914.

## Œuvres (sélection)
- Die drei Kinder. Roman. 1917 (Kessinger Publishing, Nachdruck 2010).
- Peter Wildangers Sohn. Georg Müller Verlag, Munich 1919.
- Maria Nunnez. Philo Verlag, Berlin 1934.
- Rabbi, Golem und Kaiser. Philo Verlag, Berlin 1935 (Philo-Bücherei, Volume 1).
- Al Rondo. Limes Verlag, 1949.
- Spatz in den Kirschen. Daniel Meininger Verlag, Neustadt an der Weinstraße 1950.
- Shylock. Die Geschichte einer Figur. Ner Tamid Verlag, Munich 1960.
- Christobel Sinsheimer (dir.): Spatz in den Kirschen. 1963 (Neuauflage).
- Josef Kaiser (dir.): Die Welt meines Dorfes. Freinsheimer Erzählungen und Pfälzer Erinnerungen. Verlag Pro Message, Ludwigshafen (Rhein) 2009,  (ISBN 978-3-934845-48-0).
- Hermann und Christobel Sinsheimer; bearb. von Hans-Helmut Görtz, Gabriele Giersberg und Erik Giersberg: Briefe aus London in die Pfalz. Stiftung zur Förderung der pfälzischen Geschichtsforschung, Neustadt an der Weinstraße 2012,  (ISBN 978-3-942189-12-5).
- Gelebt im Paradies. Gestalten und Geschichten (Autobiographie). Volume 1 der Werkausgabe. Verlag für Berlin-Brandenburg, Berlin 2013,  (ISBN 978-3-942476-55-3).
- Deborah Vietor-Engländer und Jonathan Skolnik (dir.): Shylock und andere Schriften zu jüdischen Themen. Band 2 der Werkausgabe. Quintus-Verlag, Berlin 2017,  (ISBN 978-3-945256-10-7).
- Erik und Gabriele Giersberg (Hrsg.): Was ich lebte, was ich sah. Briefe und Theaterkritiken. Band 3 der Werkausgabe. Quintus-Verlag, Berlin 2020,  (ISBN 978-3-947215-56-0) (Vorwort von Deborah Vietor-Engländer).